# Суруша
Суруша — опустевший посёлок в Шенталинском районе Самарской области в составе сельского поселения Васильевка.

## География
Находится на расстоянии примерно 22 километра по прямой на юг от районного центра станции Шентала.

## Население
Постоянное население составляло 1 человек (русские 100 %) в 2002 году, 0 в 2010 году.